# Out of the Silent Planet (canción)
«Out of the Silent Planet» es un sencillo de la banda inglesa de heavy metal Iron Maiden del álbum Brave New World, publicado en el año 2000. Contiene dos canciones en vivo del Ed Hunter tour de 1999, que contó con la participación del guitarrista Adrian Smith y el vocalista Bruce Dickinson, contiene también el video promocional de "Out of the Silent Planet". El arte de la cubierta del sencillo estuvo a cargo de Mark Wilkinson. De acuerdo a entrevistas con miembros de la banda, la canción estuvo basada principalmente en la película de ciencia ficción Planeta prohibido. (Además, el nombre de "Out Of The Silent Planet" es una obvia referencia a la novela de ciencia ficción de C.S. Lewis: Out of the Silent Planet)
Es una peculiaridad de que a pesar de ser uno de los dos sencillos del álbum, este no fue tocado en la mayoría de la gira mundial, solo en un pocos recitales en América del Sur y en la academia Brixton.
El video musical es una grabación de la actuación de la banda en la gira europea Brave New World Tour.

## Lista de canciones
1. «Out of the Silent Planet» (Janick Gers, Bruce Dickinson, Steve Harris) – 6:26
2. «Wasted Years» (Live At Filaforum, Milano - 23 de septiembre de 1999) (Adrian Smith) – 5:07
3. «Aces High» (Live At Plaza Del Toros, Madrid - 26 de septiembre de 1999) (Steve Harris) – 5:24
4. «Out of the Silent Planet» (vídeo) (Steve Harris) – 4:10

## La banda
- Bruce Dickinson – vocales
- Dave Murray – guitarra
- Janick Gers – guitarra, coros
- Adrian Smith – guitarra, coros
- Steve Harris – bajo, coros
- Nicko McBrain – batería